# Blozende dennenvezelkop
De blozende dennenvezelkop (Inocybe whitei) is een schimmel behorend tot de familie Inocybaceae. Hij vormt ectomycorrhiza met naaldbomen als dennen (Pinus) en sparren (Picea) en loofbomen als eiken (Quercus) in bossen en langs schelpenpaadjes op kalkrijk zand. Hij groeit meestal in groepen. De vruchtlichamen zijn te vinden vanaf mei tot en met oktober.

## Kenmerken

### Uiterlijke kenmerken
Hoed
De hoed heeft een diameter van 15 tot 30 mm. De hoed is bij jonge vruchtlichamen kegelvormige of klokvormige en wordt later uitgespreid met een umbo. De structuur is zijdeachtig. De kleur is wittig tot oranjeroodachtig. Jonge vruchtlichamen met resten van het gordijn. Het hoedoppervlak is glad, mat en plakkerig als het nat is.
Lamellen
De lamellen zijn grijsachtig, dan roze-grijs en ten slotte bruin-roodachtig.
Steel
De steel is recht en cilindrisch. Bovenaan is het wittig berijpt. Het heeft een lengte van 4 tot 7 cm. Aan de basis het iets verdikt. Het is vol en breekt snel. Het oppervlak is vezelig en in het bovenste gedeelte is het wit bepoederd. Bij oudere vruchtlichamen kleurt het hier en daar rood
Vlees
Het vlees wittig en verkleurd niet roodachtig bij droging.
Geur en smaak
De paddenstoel ruikt muffig of spermatisch en heeft een scherpe smaak.

### Microscopische kenmerken
De sporen hebben een stompe top en zijn deels bijna cilindrisch. De sporenmaat is 8-10 × 4–5,7 µm. Cystidia zijn bolvormig, vaak zonder hals.

## Verspreiding
De blozende dennenvezelkop komt voor in Noord-Amerika en Europa. komt in Nederland matig algemeen voor. Hij staat niet op de rode lijst en is niet bedreigd.